# Bywell Hall
Bywell Hall es una casa de campo privada del siglo XVIII situada en la orilla norte del río Tyne en Bywell (Northumberland, Inglaterra). Es un edificio catalogado de Grado II.

## Historia
La mansión de Bywell y el castillo de Bywell eran propiedad de la familia Neville en el siglo XIV, pero después del asalto de Charles Neville, sexto conde de Westmorland, por su participación en el Levantamiento del Norte, las propiedades de Neville se confiscaron y Bywell fue vendido en 1571 por la Corona a la familia Fenwick.
William Fenwick (hijo de John Fenwick, Alto Sheriff de Northumberland en 1727) construyó la nueva casa en Bywell en 1760 en estilo neopalladiano, según los diseños del arquitecto James Paine. Entre lo poco que sobrevive de la construcción anterior, se encuentra un establo ubicado detrás del salón.
La propiedad se vendió a Thomas Wentworth Beaumont por 145.000 libras esterlinas a principios del siglo XIX y los Beaumont mejoraron la casa, con la ayuda del arquitecto John Dobson, en 1827, y la modificaron más adelante en el siglo XIX.
La casa es la residencia de Wentworth Peter Ismay Beaumont, cuarto vizconde de Allendale, y la finca es operada comercialmente por la agencia Allendale Estates.